# 674 Rachele
674 Rachele
674 Rachele là một tiểu hành tinh ở vành đai chính. Nó được Wilhelm Lorenz phát hiện ngày 28.10.1908 ở Heidelberg và được đặt theo tên Rachele, vợ của nhà thiên văn học người Ý Emilio Bianchi, người tính quỹ đạo của tiểu hành tinh này